# Тартуський художній музей
Тартуський художній музей (ест. Tartu Kunstimuuseum) — державний художній музей в Тарту, Естонія. Установа є найбільшим художнім музеєм в Південній Естонії.
Основна колекція — естонське мистецтво та зарубіжні митці, пов'язані з Естонією. Зібрання нараховує приблизно 23 000 експонатів. У музеї також постійно проводяться тимчасові виставки.
Тартуський художній музей заснований 1940-го року та розташований у Падаючому будинку.

## Історія

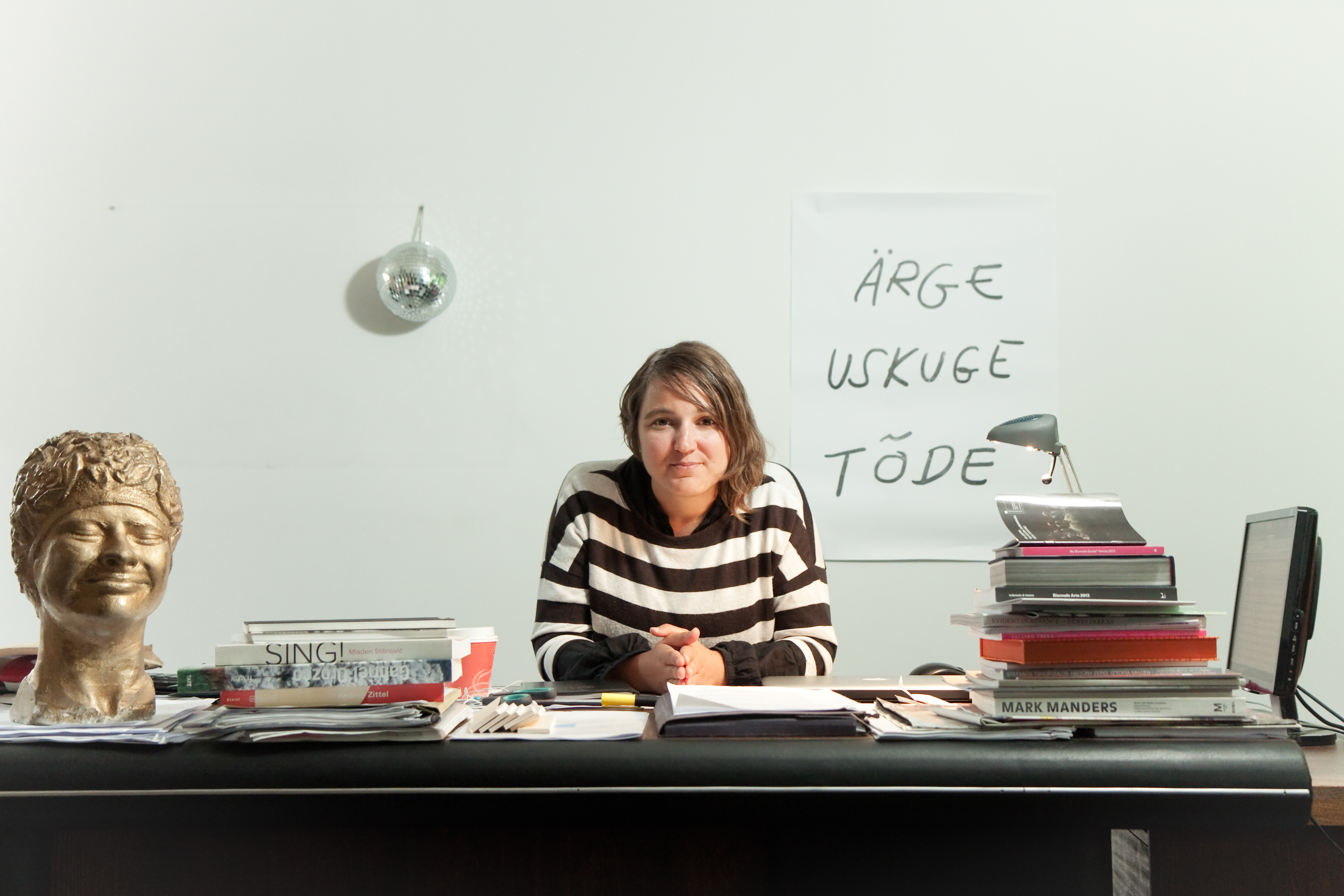
Раель Артель

Мистецьке об'єднання «Паллас» у 1918 році заснувало Вищу художню школу «Паллас», яка згодом стала ключовою в місцевому художньому процесі. За 20 років після формування «Палласу» виникла ідея створення музею, і 17 листопада 1940 року міське управління підписало наказ про створення Художнього музею. Він розташувався за адресою Сууртург, 3 (зараз — Ратушна пл., 3). Влітку 1941 року Державний етнографічний музей (нині — Естонський національний музей) передав художньому музею свою колекцію творів XX століття.
Протягом війни фонди музею кілька разів транспортувалися. Найбільш критична ситуація склалася 1943-го року, коли під час бомбардування звалилася цегляна будівля на вулиці Лай, 17, у якій на той момент була розміщена колекція. Однак основну частину тодішнього фонду вдалося врятувати. Після багаторазових переїздів колекція музею розмістилася на першому і другому поверхах будівлі за адресою Валлікрааві, 14 (1946). Згодом будівлю було перебудовано під потреби музею. Спочатку там розташовувалися сховища та виставкові зали, але в 1999 році було прийнято рішення про закриття будівлі для відвідування. Там розташовані сховище, адміністративні приміщення, робочі приміщення співробітників, реставраційні майстерні, бібліотека та архів.
З 2013 року музеєм керує Раель Артель. До роботи в музеї вона була вільною кураторкою, працювада над міжнародними виставками сучасного мистецтва в Естонії та за кордоном, співпрацювала з художнім музеєм Куму в Таллінні і художнім музеєм в Лодзі, Польща. У 2016 році конкурсна комісія ухвалила рішення про те, що Раель Артел буде й надалі керувати музеєм. У 2017—2019 роки керівником музею була Сігне Ківі.

### Падаючий будинок
З 1988 року виставки Тартуського художнього музею проходять у Падаючому будинку за адресою Ратушна пл., 18. Побудована в 1793 році будівля належала дворянському роду Барклай-де-Толлі. Згодом будівля почала нахилятися в бік через різницю матеріалів, використаних при створенні фундаменту. Після реставрації, проведеної польськими фахівцями, будівля припинила падати.

## Колекція
В основі музею — 133 роботи представників мистецького об'єднання «Паллас». Перша робота в каталозі надходжень — «Інтер'єр» (1937) Іда Антона-Агу. До об'єднання «Паллас» входили також Ніколай Трійк, Конрад Мягі, Адо Ваббе, Александр Варді, Карін Лутс та ін. Роботи цих художників зберігаються в музеї.
Крім представників об'єднання «Паллас» в зібраннях музею представлена творчість найважливіших діячів естонської художньої школи XIX століття, таких як діяч періоду національного пробудження Йоганн Келер і представниця балтійських німців Юлія Хаген-Шварц.
Є роботи відомих російських і зарубіжних художників. Російську художню школу представляють Іван Айвазовський, Іван Шишкін, Максиміліан Волошин, Костянтин Сомов, Михайло Ларіонов, Наталя Гончарова та ін.
У фондах зберігається приблизно 23 000 експонатів. Фонди складаються з колекції живопису, колекції графіки, колекції малюнків, колекції скульптури та колекції сучасного мистецтва (фотографія, відео-арт, документація перформансів, саунд-арт, інсталяції).

### Галерея

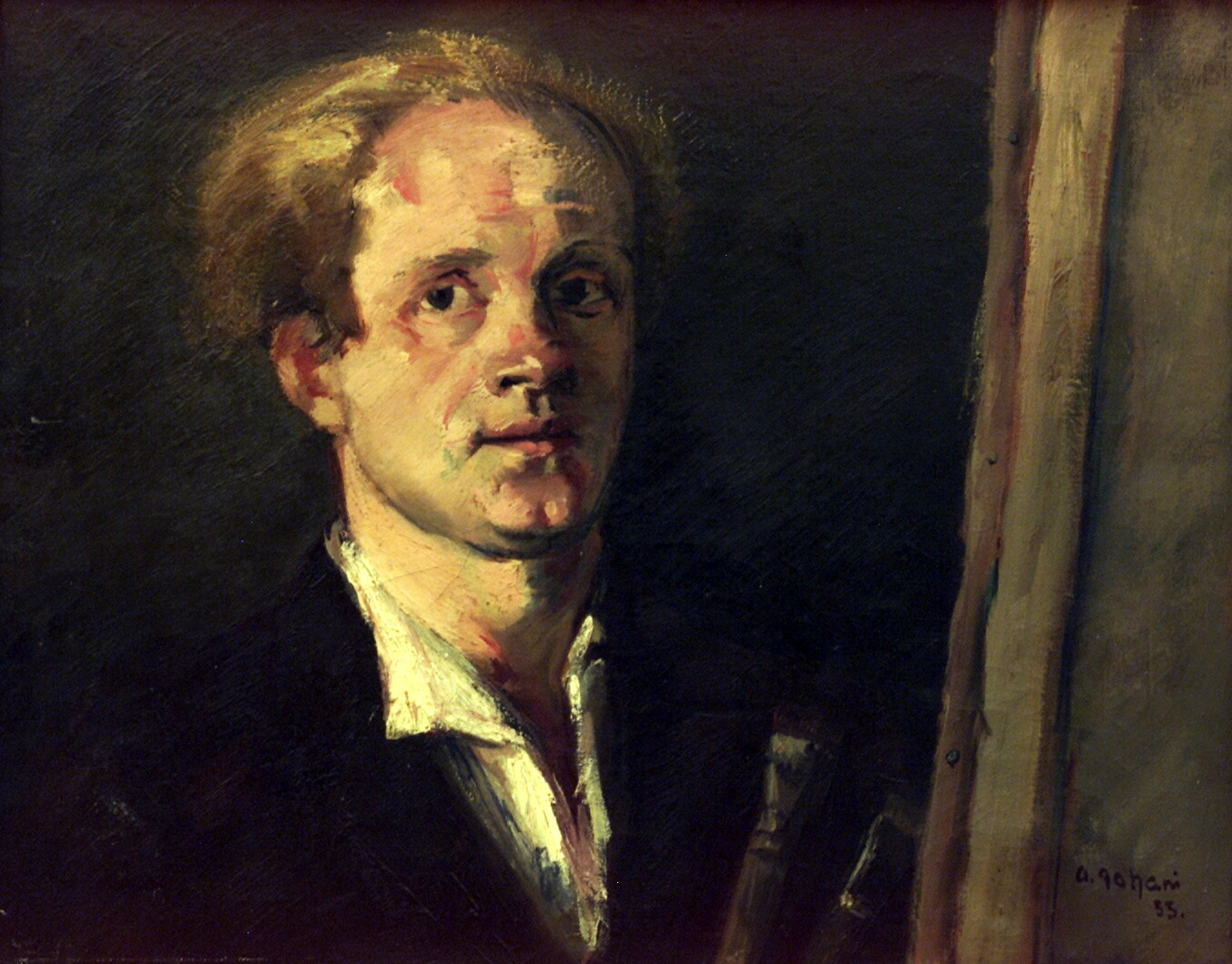
Андрус Йоханні, 1933, Автопортрет
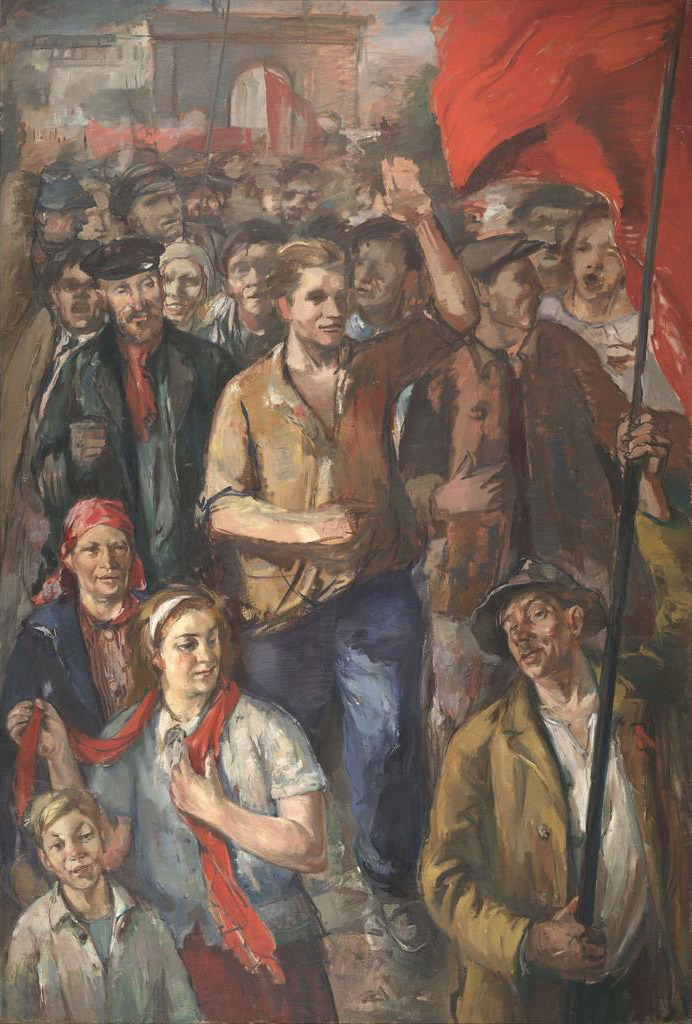
Андрус Йоханні, 1941, Повстання трудящих 21 червня 1940 року в Тарту
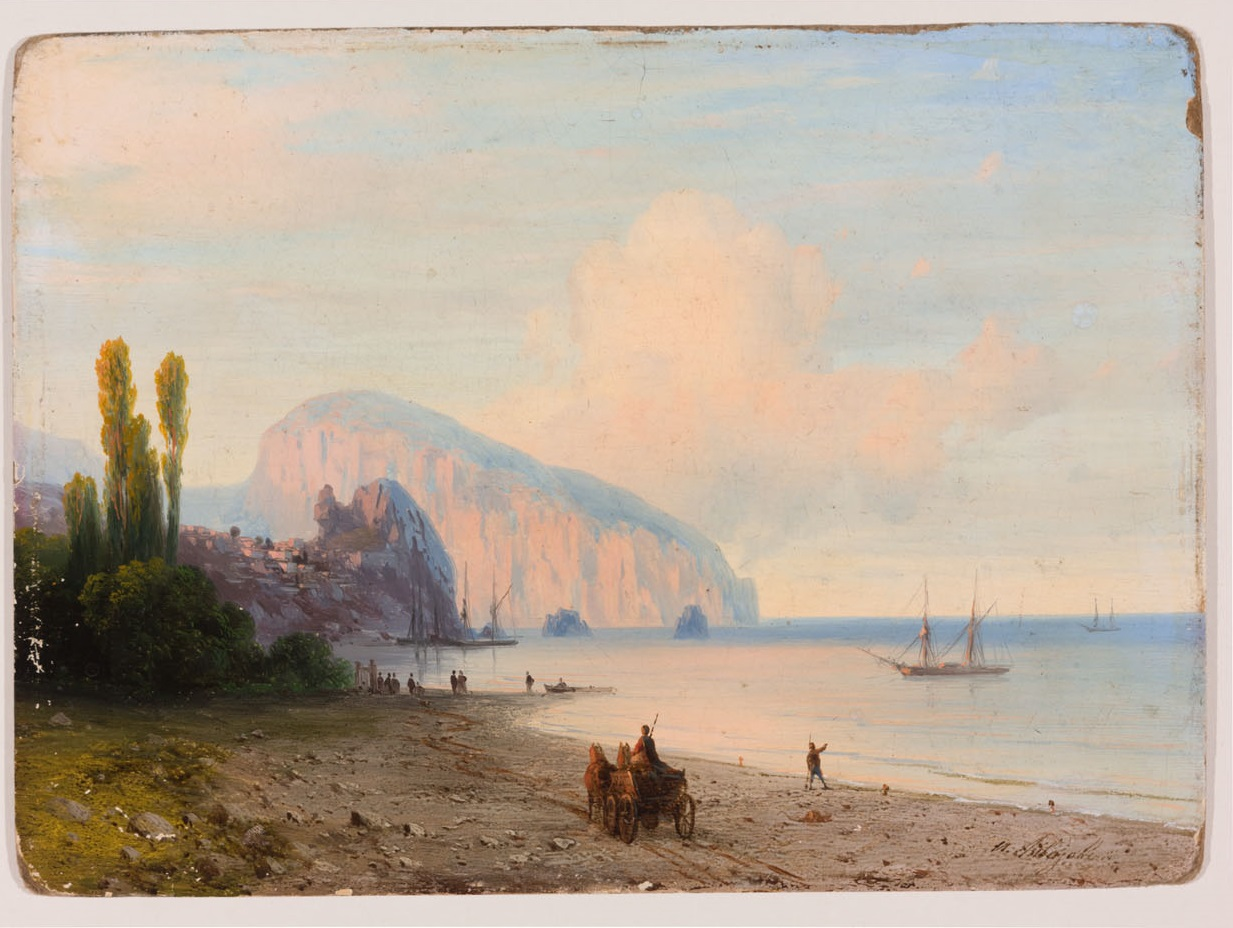
Іван Айвазовський, Аю-Даг, олія, 20,3 x 27,9
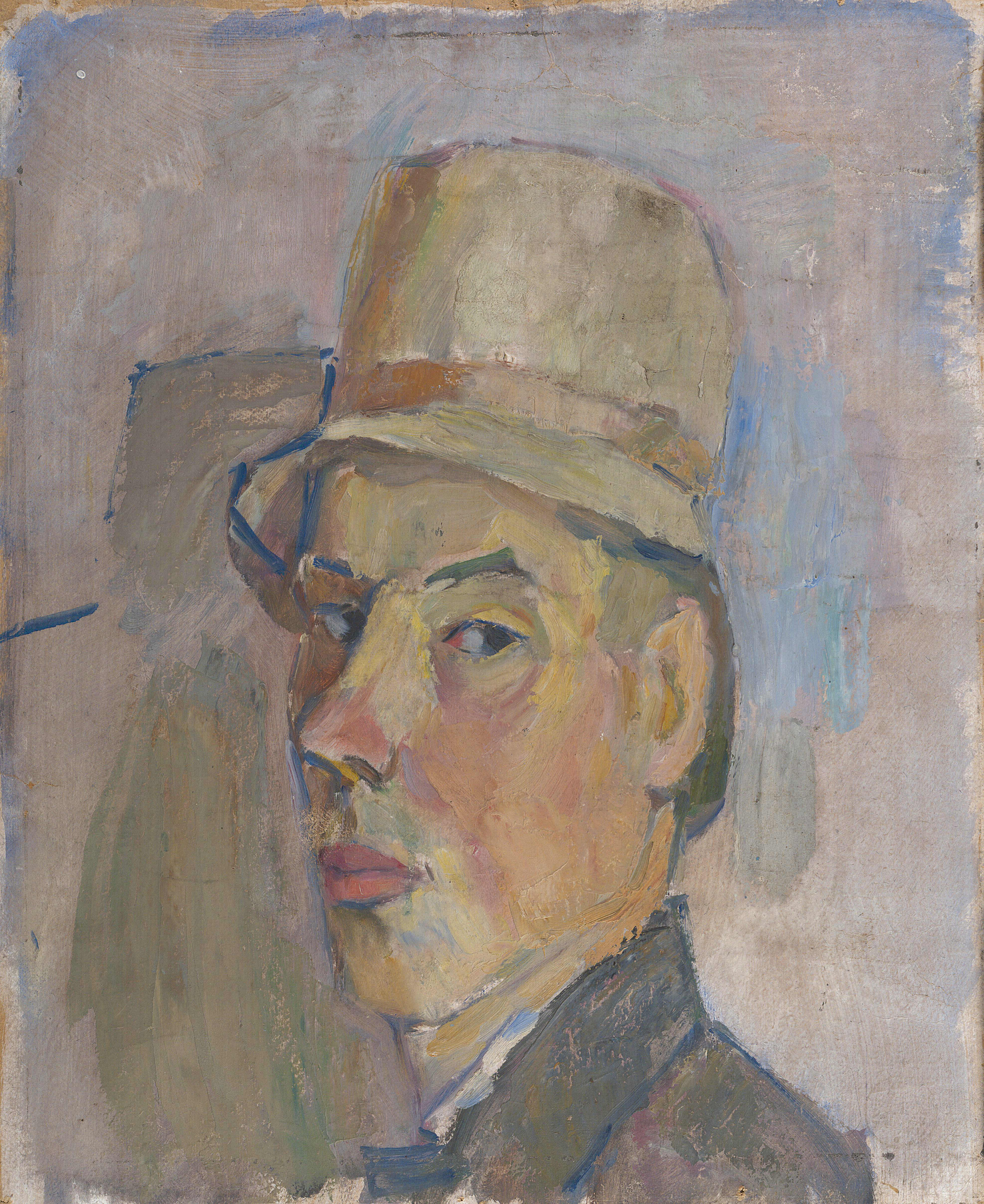
Karl Pärsimägi, 1931, Автопортрет
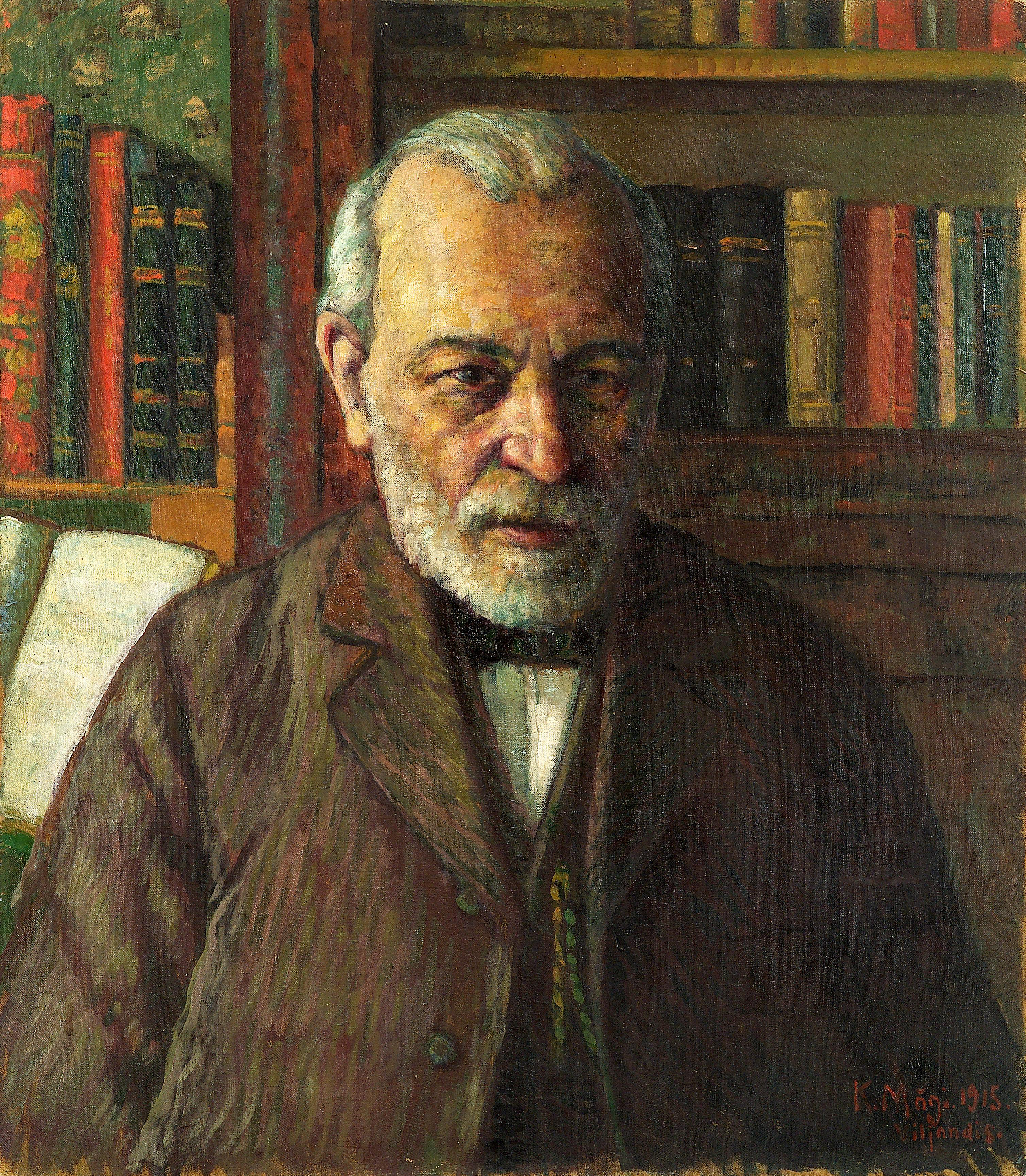
Конрад Мягі, 1915, 66 x 57,8
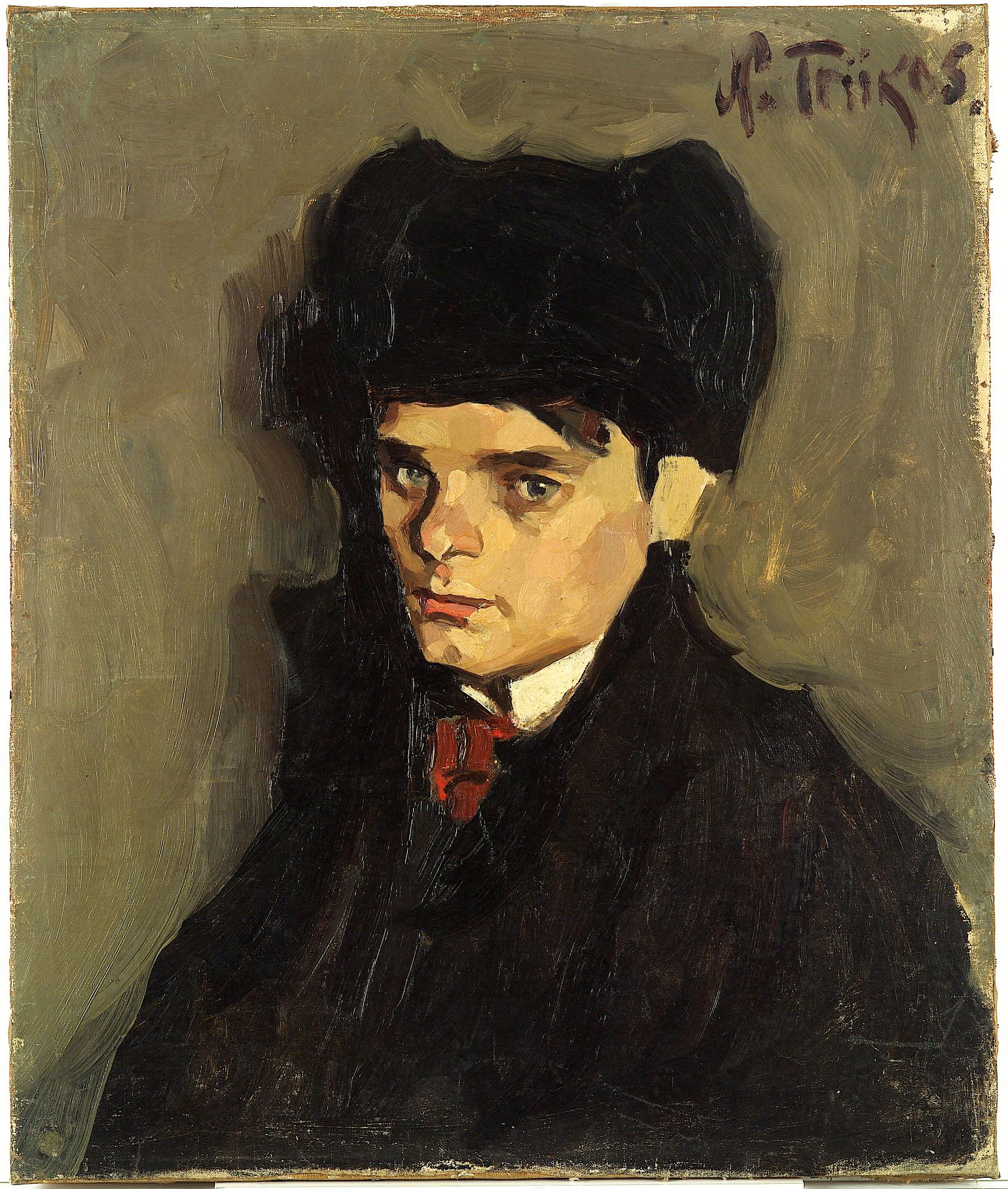
Ніколай Трійк, Портрет Александра Тасса, 1905, 59 x 49,6
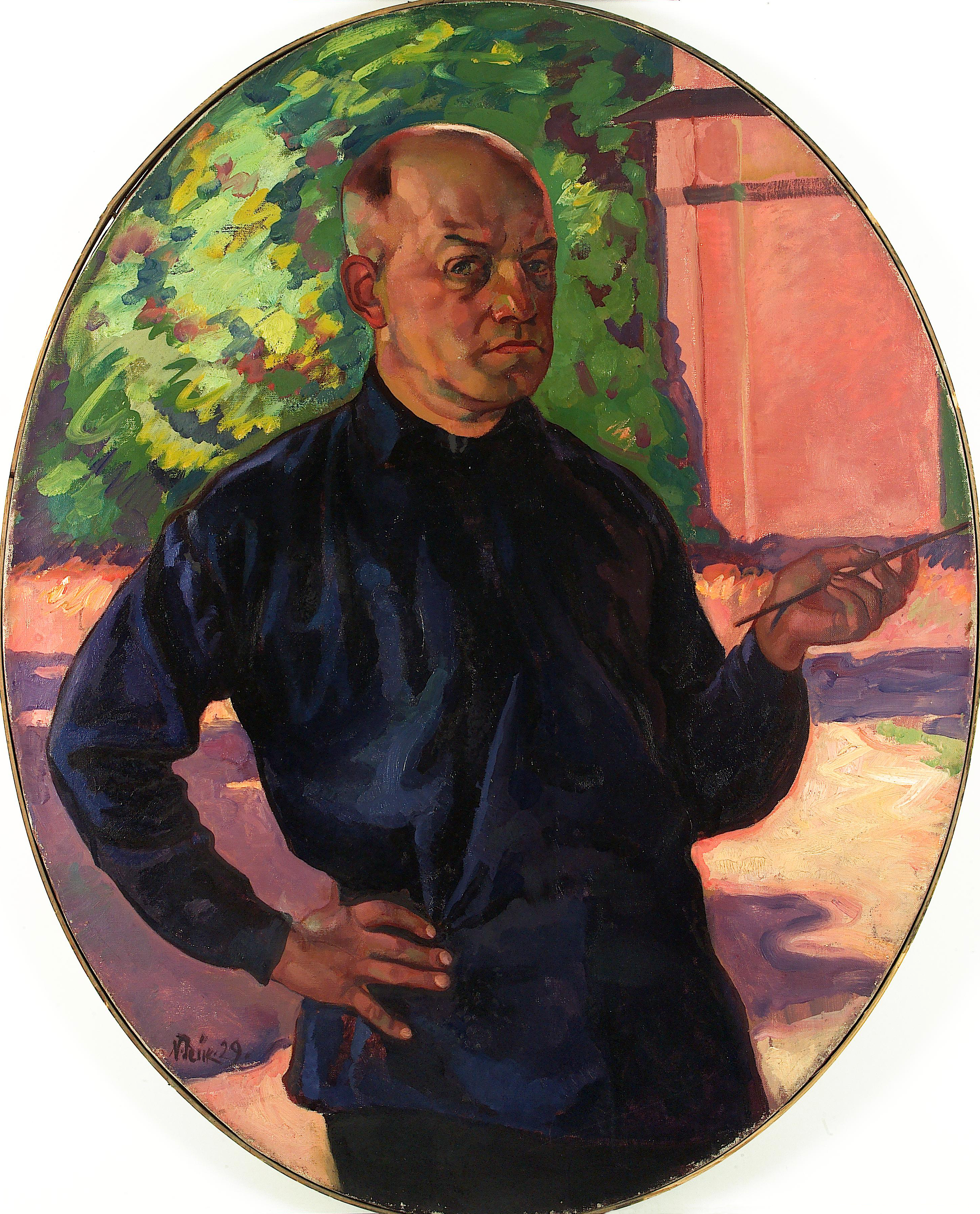
Ніколай Трійк, Автопортрет, 1929, 110 x 88
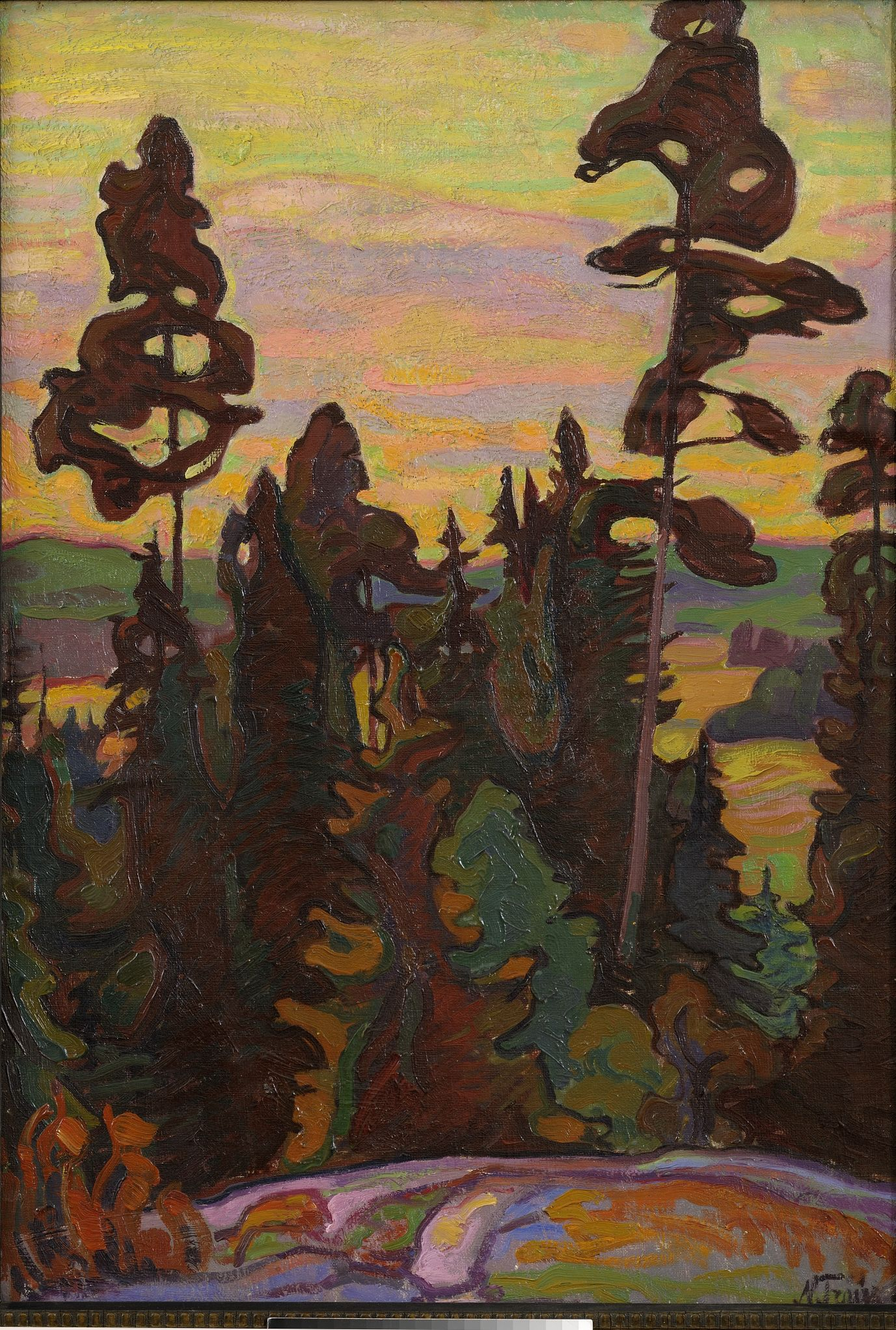
Ніколай Трійк, Фінський пейзаж, 1914, 82 x 57,3